# Saint-Lambert (Abitibi-Ouest)
Pour les articles homonymes, voir Saint-Lambert.
Saint-Lambert est une municipalité de paroisse du Québec située à l'extrémité nord-ouest de la MRC d'Abitibi-Ouest en Abitibi-Témiscamingue.

## Toponymie
Elle est nommée en l'honneur de Lambert de Maastricht.
- Gentilé : Lambertien, Lambertiens, Lambertienne, Lambertiennes

## Histoire

### Chronologie
- 14 mai 1922 : La paroisse de Saint-Lambert est détachée du canton de La Reine-et-Desmeloizes-Partie-Ouest.
- Juillet 1922 : La famille de Damien Melançon et Jeanne Riopel, avec leurs deux enfants Jean-Paul et Philippe, est la première à prendre possession d'un lopin de terre sur le territoire de Saint-Lambert. Elle s'installe sur le lot 13, rang 6. Elle était partie de Saint-Côme, comté de Joliette, en 1920 et avait habité La Reine de 1920 à 1922[4].
- 18 août 1935 : Ouverture des registres paroissiaux de baptêmes, mariages et sépultures[5].
- 14 mai 1938 : Érection de la municipalité de paroisse de Saint-Lambert, de la scission de la municipalité des Cantons-unis de La-Reine et Desmeloizes[6].

## Géographie
Saint-Lambert est à la frontière de l'Ontario, au nord de La Reine et au sud-ouest de Normétal. Elle est baignée par la rivière Chaboillez.
- Superficie : 101,76 km2

## Démographie
| 1991 | 1996 | 2001 | 2006 | 2011 | 2016 | 2021 |
| ---- | ---- | ---- | ---- | ---- | ---- | ---- |
| 305  | 268  | 251  | 222  | 211  | 194  | 191  |

## Administration
Les élections municipales se font en bloc pour le maire et les six conseillers.
| Saint-Lambert Maires depuis 2001                                                                                     |                |         |          |
| Élection | Maire          | Qualité | Résultat |
| 2001 | Marco Morin    |         | Voir     |
| 2005 | Marco Morin    | Voir    |          |
| 2009 | Marco Morin    | Voir    |          |
| n/d | Émilien Rivard |         | Voir     |
| 2013 | Diane Provost  |         | Voir     |
| 2017 | Diane Provost  | Voir    |          |
| 2021 | Diane Provost  | Voir    |          |
| Élection partielle en italique Depuis 2005, les élections sont simultanées dans toutes les municipalités québécoises |                |         |          |